# وست پنساکولا (فلوریدا)
وست پنساکولا (به انگلیسی: West Pensacola) یک حوزه سرشماری در ایالات متحده آمریکا است که در شهرستان اسکامبیا، فلوریدا واقع شده‌است. وست پنساکولا ۱۹٫۰ کیلومتر مربع مساحت و ۲۱٬۳۳۹ نفر جمعیت دارد و ۲۷ متر بالاتر از سطح دریا واقع شده‌است.